# کراسنی
کراسنی (ارمنی: Քռասնի; به لاتین: Dağdağan) یک منطقهٔ مسکونی در جمهوری آرتساخ است که در استان آسکران واقع شده‌است. کراسنی  ۲۱۳ نفر جمعیت دارد و ۹۶۲ متر بالاتر از سطح دریا واقع شده‌است.